# Cascadas del Valle Misterioso

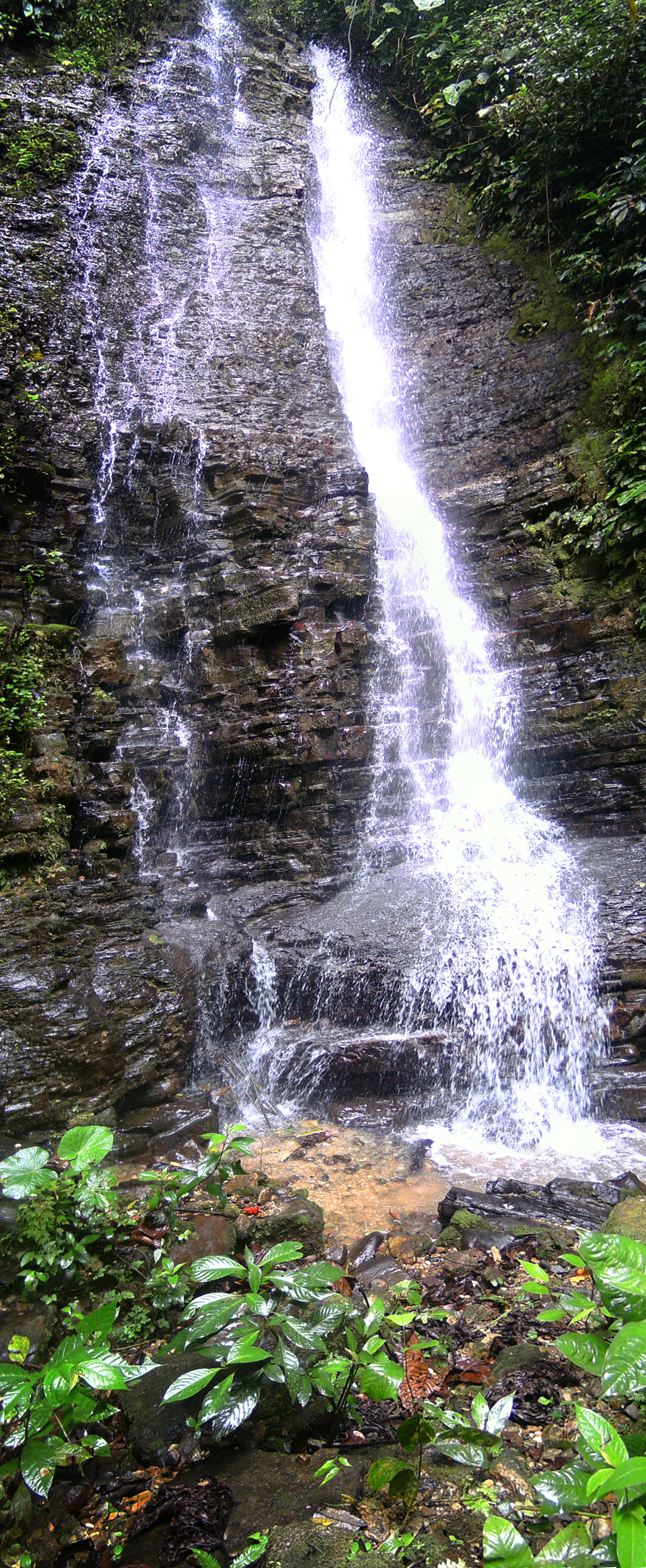
Cascadas del valle misterioso. Cascada de 40 m.

Las cascadas del Valle Misterioso es un complejo natural de cascadas, resbaladeros y diques naturales en medio de una exuberante vegetación de 80 hectáreas. Ubicado en la Parroquia Huambi perteneciente al Cantón Sucúa, Provincia de Morona Santiago, Ecuador.

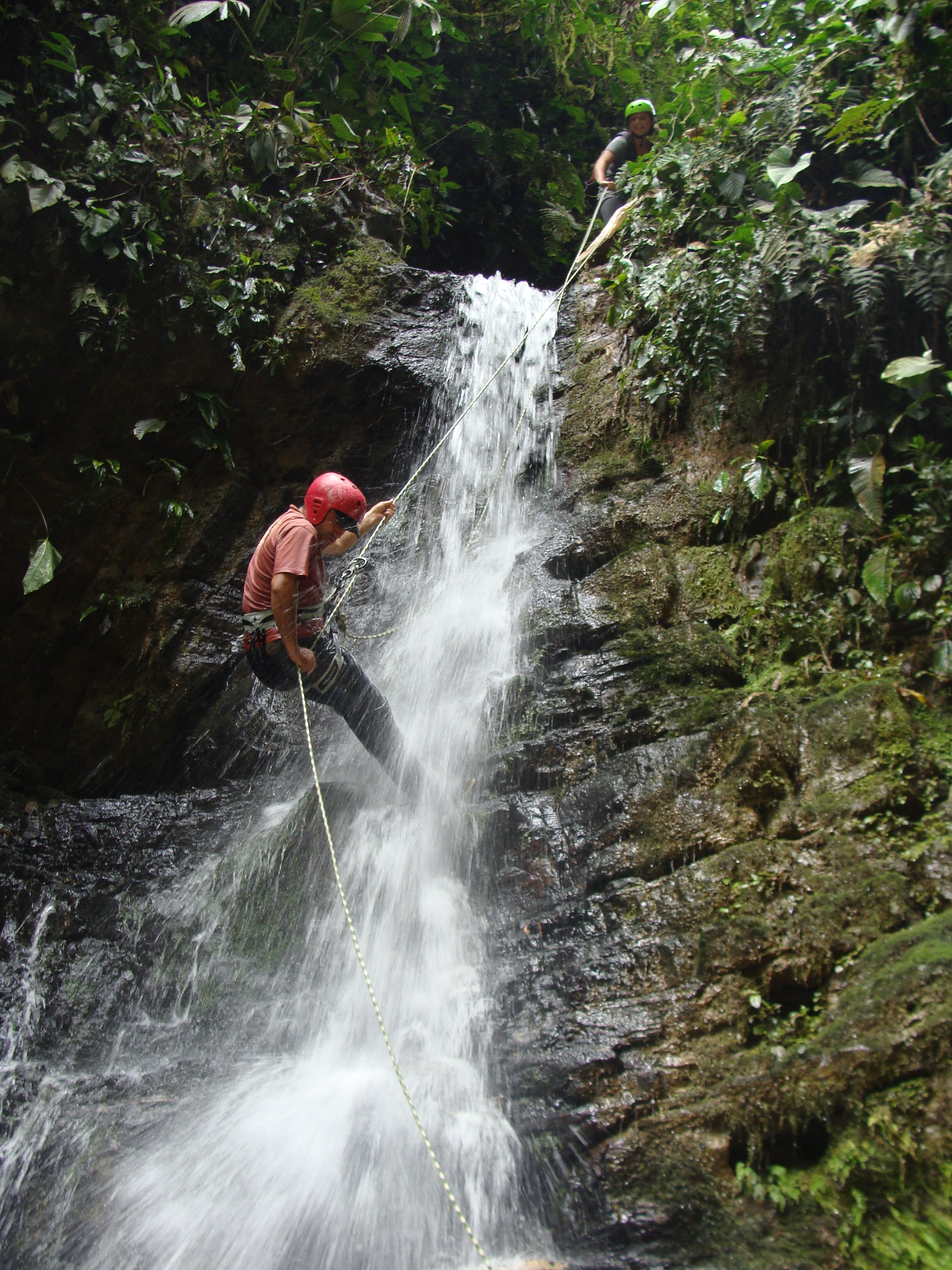
Cascadas del valle misterioso Canyoning

## Atractivos turísticos
En uno, dos o tres días puede realizar las siguientes actividades: Caminata en el bosque y visita a miradores del río Upano; Recorrido de 9 cascadas y también diques naturales, toboganes y Lianas; Comida tradicional; Interpretación arqueológico, incluyendo huellas labradas en la roca; Observación de la flora, fauna y aves de la zona; Cabalgata; Canyoning- ascenso y descenso de cascadas hasta 40m; Excursiones en el bosque; Camping.

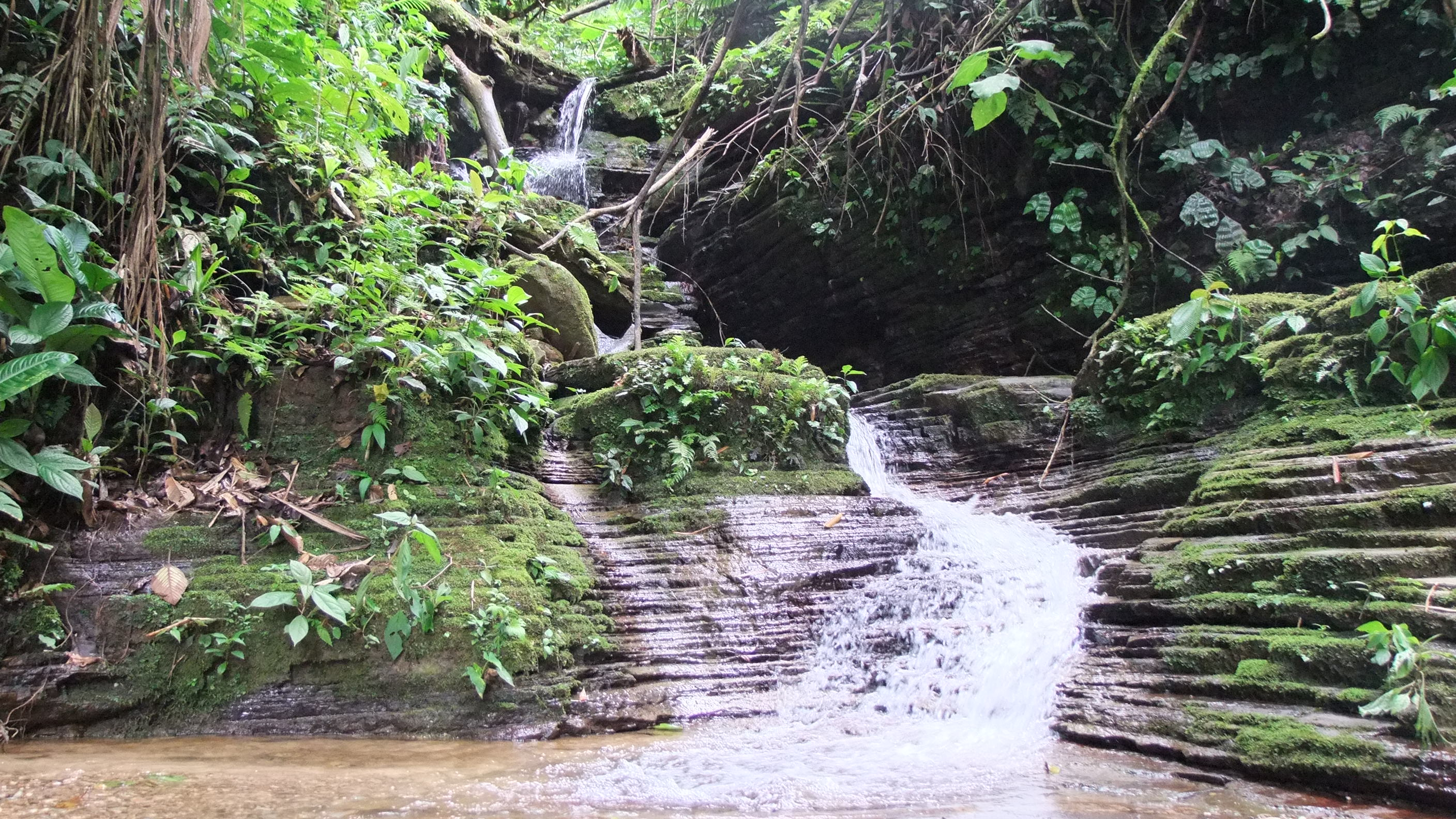
Cascadas del valle misterioso Huambi 2

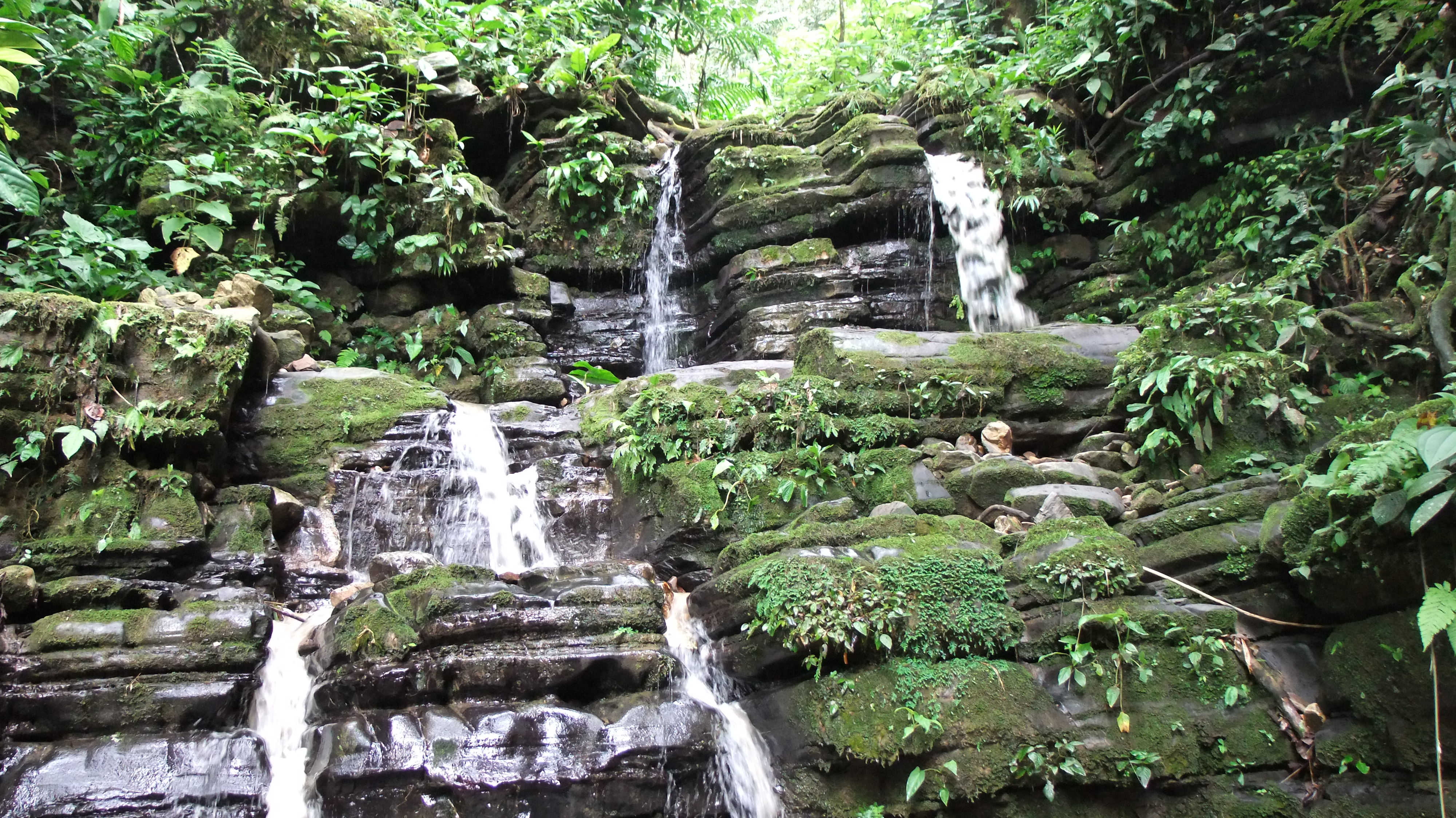
Cascadas del valle misterioso Huambi

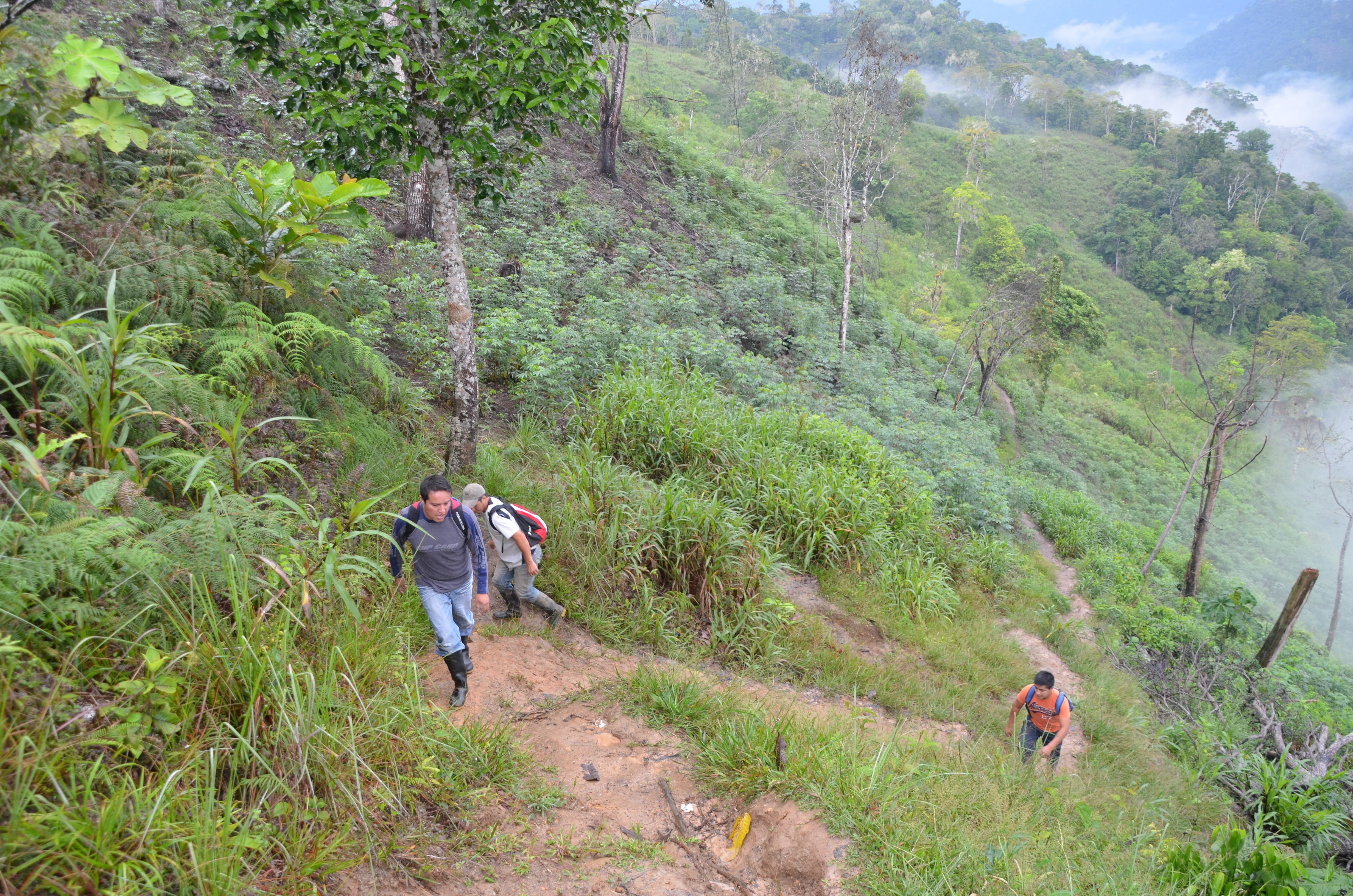
Cascadas del valle misterioso Upano Huambi

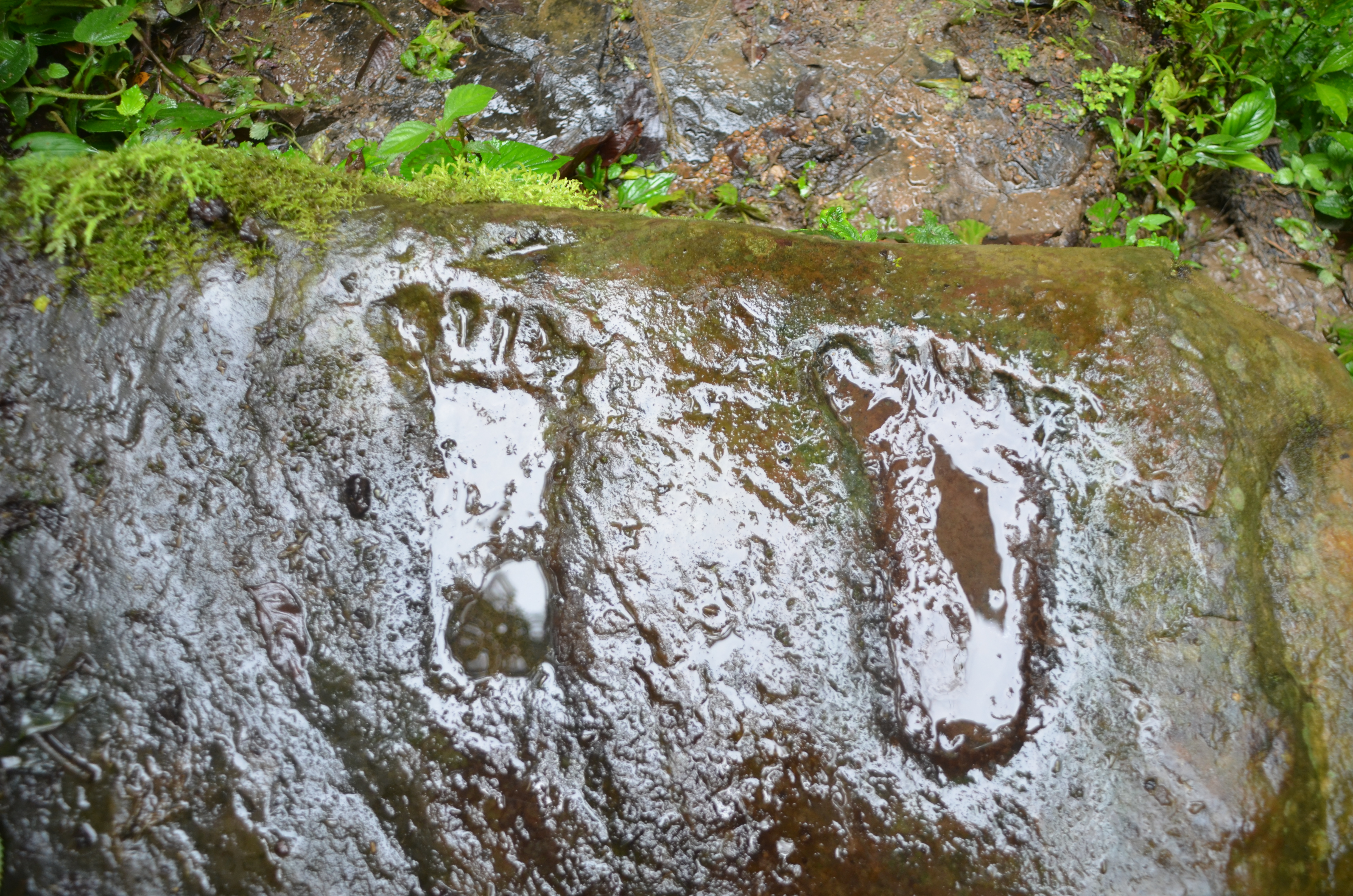
Cascadas del valle misterioso Huellas

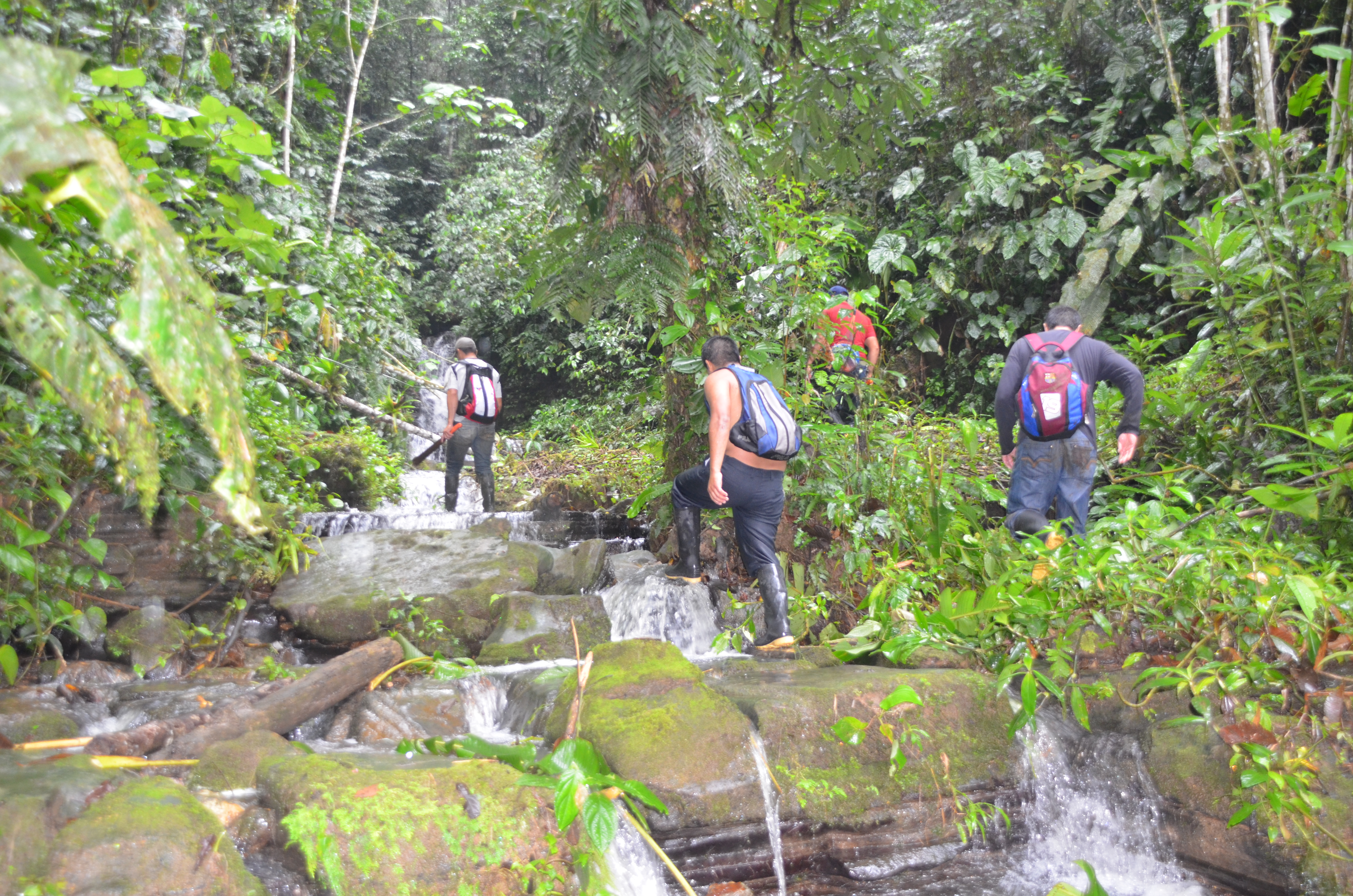
Cascadas del valle misterioso Hike

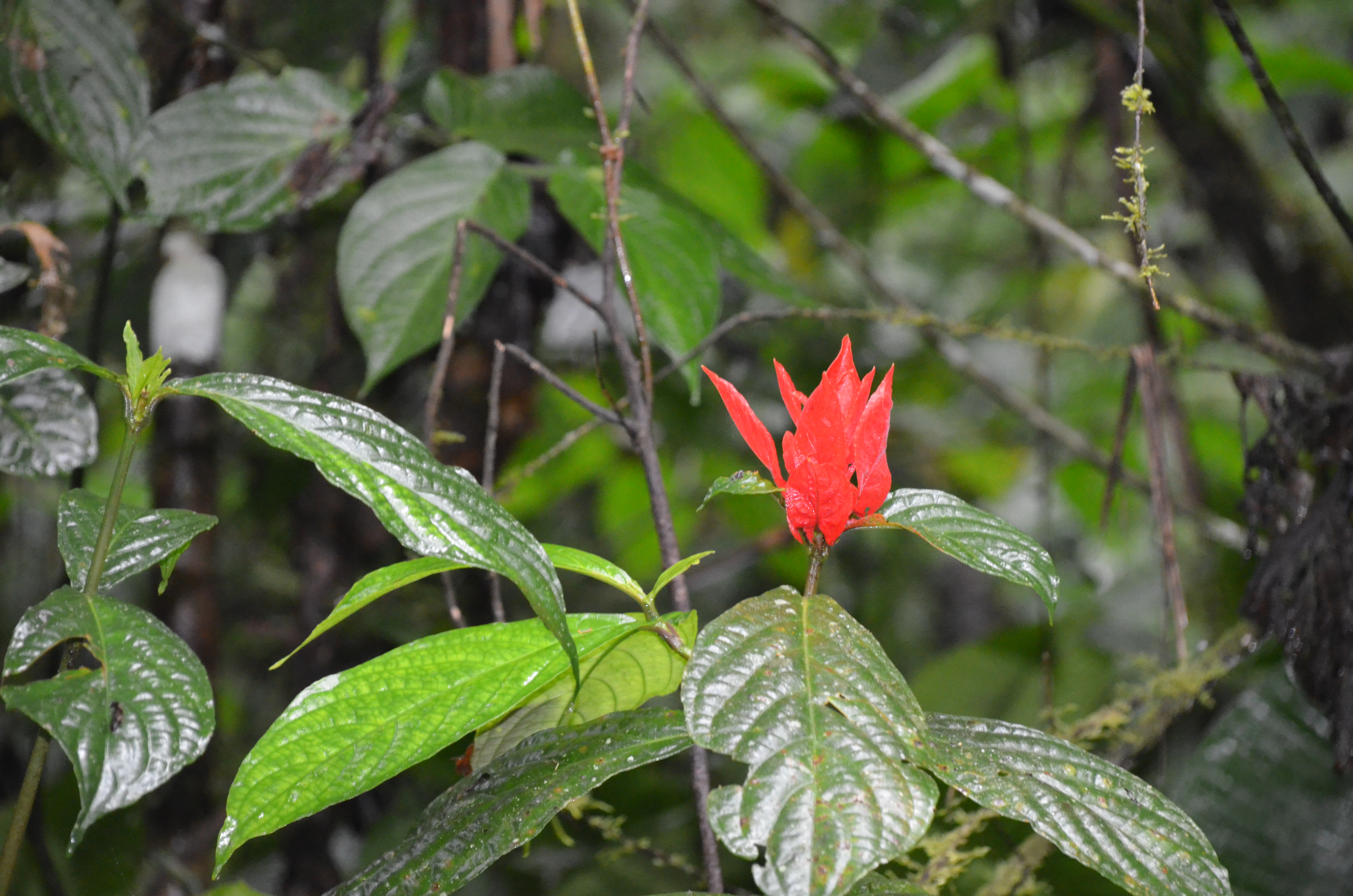
Cascadas del valle misterioso Flor

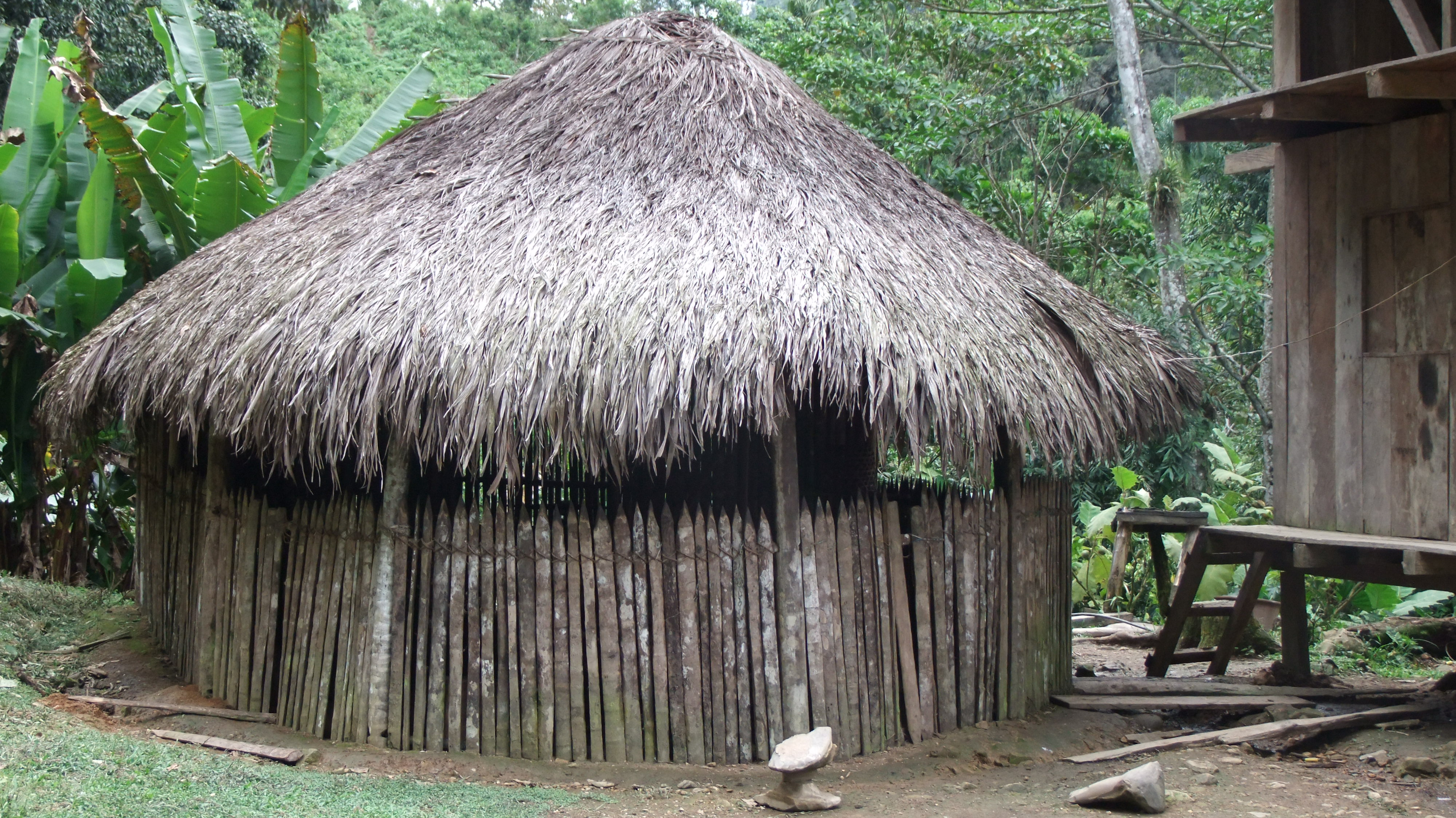
Cascadas del valle misterioso Choza